# 背嵬军
是一种由西夏党项人组成的特种部队建制，南宋时期，为韩世忠和岳飞军队中的主要力量。其番号「背嵬」为西夏党项语，《续资治通鉴长编》提到，背嵬来自于西夏“衙头背嵬”。在辽国军队中，也有由西夏人组成的背嵬军。

## 番号来源与意义
在历史上，西夏国从皇帝到部族首领都有自己的背嵬军，李元昊时期趋于规范，其因战斗力强而著称，当时称为后来南宋的在西夏党项语中，「背嵬」之「背」，是龙或蛇的意思，「嵬」则是西夏党项的另一自称，比如李元昊即为「嵬名」氏，「名」在党项语中是人的意思。

## 汉语史籍中出现的「背嵬」
北宋中期，沈括任职延州知州时写下“旗队浑如锦绣堆，银装背嵬打回回”的诗句，那时宋军中就有“背嵬”，他们党项人崇尚白色，故他们一向穿白盔白甲，所以叫“银装背嵬”。《续资治通鉴长编》、《宋会要》等书还记载，宋哲宗元符年间，一些西夏“背嵬”投降宋朝，并立有不少功劳，故而南宋人章颖说，“背嵬一名始于西蕃”。

## 规模
南宋的背嵬军，在鼎盛时期，岳飞军队中的背嵬军人数约为16000人，其中8000人为南宋军队中绝少拥有的骑兵部队，另外8000人则为精锐步兵，马步结合勇不可挡，是岳家军中的突击队和敢死队。

## 参加过的主要战役
南宋军队中的背嵬军，参加了诸多著名战役，如：绍兴元年（1131年）平定白波寨叛兵，绍兴二年（1132年）讨曹成，绍兴三年（1133年）平定虔、吉盗贼，绍兴四年（1134年）收复襄阳六郡，绍兴十年（1140年）北伐，参加郾城之战等。

## 资料来源
1. ↑  . www.guancha.cn.   [2025-05-18].

2、“背嵬军”是岳家军专有的吗？神秘的“背嵬”到底是啥意思？
3、被清洗掉的岳家军
4、纵横天下铁浮屠、不败神话背嵬军？这些两宋著名精锐部队的实战力